# Dysocjacja termiczna

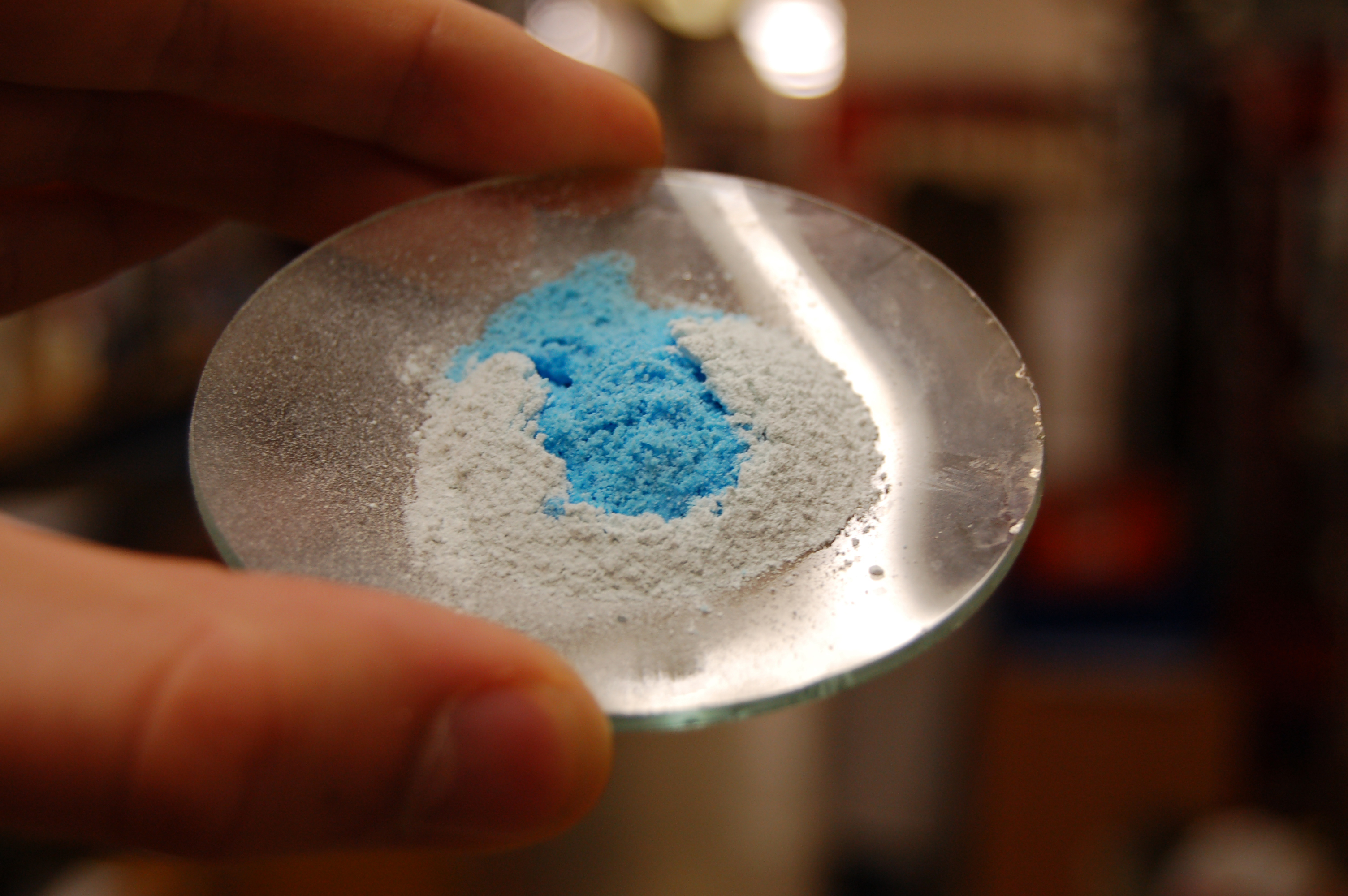
Uwodniony (niebieski) i bezwodny (biały) siarczan miedzi(II).

Dysocjacja termiczna, termoliza (gr. thérmē – „ciepło, gorąco”, lýsis – „rozpuszczenie, rozluźnienie”) – rozpad cząsteczek związków chemicznych na mniejsze cząsteczki lub atomy pod wpływem temperatury. Im słabsze jest wiązanie chemiczne w cząsteczce, tym niższa jest temperatura, w której dysocjacja termiczna zachodzi. Przykładem termolizy z życia codziennego jest karmelizacja sacharozy (cukru spożywczego) w temp. 160 °C:
{\displaystyle \mathrm {C_{12}H_{22}O_{11}\ {\overset {\Delta }{\longrightarrow }}\ 12\,C+11\,H_{2}O.} }
Wiele soli nieorganicznych ulega odwodnieniu (np. pięciowodny niebieski siarczan miedzi(II) po ogrzaniu do temperatury 197 °C przechodzi w biały, bezwodny związek).